# 静岡市警察
静岡市警察（しずおかしけいさつ）は、かつて存在した静岡県静岡市の自治体警察。

## 概要
従来の静岡県警察部が解体され、1948年（昭和23年）3月7日に静岡市警察署が設置された。
同年11月に「静岡市示威運動に関する条例（公安条例）」が制定された。（その直後の12月21日に県公安条例が制定されたことで失効した）
1952年（昭和27年）3月7日に南警察署を新設し、警察本部として静岡市警察本部を設置した。
1954年（昭和29年）に新警察法が公布された。これにより国家地方警察と自治体警察が廃止され、新たに都道府県警察として静岡県警察が発足。静岡市警察も静岡県警察に統合され、姿を消した。

## 警察署
1952年（昭和27年）時点
- 中央警察署
- 南警察署